# Аммофос
Аммофос — азотно-фосфорное концентрированное гранулированное растворимое удобрение. (Фосфорнокислый аммоний). Содержит около 10—12 % N и 52 % Р2О5. В основном состоит из моноаммонийфосфата NH4H2PO4 и частично диаммонийфосфата (NH4)2HPO4.

## Получение
Получают нейтрализацией фосфорной кислоты аммиаком:
2H3PO4 + 3NH3 = NH4H2PO4 + (NH4)2HPO4
Аммофос — концентрированное гранулированное комплексное фосфорно-азотное удобрение получают нейтрализацией ортофосфорной кислоты аммиаком. Основу аммофоса составляют моноаммонийфосфат NH4H2PO4 и частично диаммонийфосфат (NH4)2HPО4 .
В аммофосе, который выпускается в виде двух марок — «А» и «Б», содержится 9—11% N и 42—50% P2O5, т. е. отношение N : P2O5 в удобрении чрезмерно широкое, равно 1 : 4 (азота содержится в 4 раза меньше, чем фосфора). Это высококонцентрированное удобрение, содержащее азот и фосфор в хорошо усвояемой растениями форме. 1 ц аммофоса заменяет не менее 2,5 ц простого суперфосфата и 0,35 ц аммиачной селитры.
Чаще всего встречается формула удобрения 11-52-0. Растворимость при 20°С составляет 370 г/л, рН раствора - 4-4,5. Рекомендуется его использование в начале сезона, когда потребность корневой системы в фосфоре особенно высока. Удобрение малогигроскопично и относится к группе водорастворимых фосфорных удобрений. Это соединения, которые хорошо растворяются в воде. 
При наличии влаги в почве  быстро распадается на NН4+ и Н2РО-4, ионы, которые хорошо усваиваются растениями. Реакция почвенного раствора изменяется на слабокислую, поэтому аммофос - хороший выбор для нейтральных и щелочных почв. Гранулированный аммофос вносят разбрасыванием по поверхности почвы с последующей заделкой или ленточно. Моноаммонийфосфат в почве можно располагать близко к прорастающим семенам без опасности повреждения их аммиаком. Недостаток азота компенсируется внесением азотных удобрений в подкормку
Аммофос можно непосредственно применять и в качестве припосевного (рядкового) удобрения под хлопчатник, картофель и зерновые культуры.